# Cabeço da Brindeira
O Cabeço da Brindeira é uma elevação portuguesa localizada no concelho da Madalena, ilha do Pico, arquipélago dos Açores.
Este acidente geológico tem o seu ponto mais elevado a 863 metros de altitude acima do nível do mar. Nas imediações desta formação geológica encontra-se o Cabeço do Vermelho, o Cabeço do Coiro e no seu sopé corre a Ribeira das Cavacas.